# 1:0 für das Glück
1:0 für das Glück ist eine deutsche Liebeskomödie aus dem Jahr 2008 von Regisseur Walter Bannert. Die Hauptrolle spielt Thekla Carola Wied.

## Handlung
Die Studienrätin Petra Winter ist bekannt für ihre Strenge, vor allem bei den Schülern und Lehrern am Berliner Fröbel-Gymnasium. Auch der freundliche Hausmeister Christian Brenner hat unter ihr zu leiden. Anstand und Disziplin sind für sie das A und O.
Durch eine gemeine Intrige ihrer Kollegen muss die Studienrätin den Sportlehrer vertreten und das nicht wirklich erfolgreiche
Fußballteam leiten und für ein sehr wichtiges Spiel trainieren. Doch was niemand außer ihrer Mutter Elisabeth weiß ist, dass sie eine heimliche Leidenschaft für Fußball verbirgt. Der Hausmeister, der ein Auge auf die Lehrerin geworfen hat, hilft ihr tatkräftig dabei, die Mannschaft für das wichtige Spiel zu trainieren.
Es liegt ein ungewohnter und anstrengender Weg vor ihr. Langsam taut die Studienrätin auf und fängt an zu lächeln und sogar Spaß zu haben.
Scheinbar Stück für Stück nähert sie sich ihren Schülern sowie dem Hausmeister an und merkt, dass die Freundschaft wichtiger ist als Disziplin.

## Kritik
„Realitätsfremde Komödie um Liebe und Sport, die den Konventionen gängiger Fernsehunterhaltung genügt.“

## Hintergrund
Bei der Erstausstrahlung sahen 4,19 Millionen Zuschauer den Film, was einem Marktanteil von 16,9 Prozent entsprach. Die Dreharbeiten fanden in der Friedrich-Bergius-Schule in Berlin-Friedenau statt.